# Jan Öberg (fredsforskare)
Jan Öberg, född den 13 januari 1951, är en dansk-svensk fredsforskare, författare och konstfotograf. Han är medgrundare till, och leder, tankesmedjan Transnationella stiftelsen för freds- och framtidsforskning (TFF).
Öberg avlade doktorsexamen vid Lunds universitet och var mellan januari 1983 och november 1989 chef för fredsforskningsinstitutet där. Under samma tid var han också rådgivare till Utrikesdepartementet.[källa behövs]
Han skriver för kinesiska nyhetsorgan.